# Ephesia duplicata
Ephesia duplicata är en fjärilsart som beskrevs av Butler 1885. Ephesia duplicata ingår i släktet Ephesia och familjen nattflyn. Inga underarter finns listade i Catalogue of Life.